# 말다듬기위원회
말다듬기위원회(-委員會)는 대한민국 국립국어원에서 순화 대상어를 선정하고 순화어를 결정하기 위한 위원들로 구성된 위원회이다. 문인, 언론인 등 각종 학계의 전문가 16인으로 구성되어 있다.